# 바람처럼
바람처럼(Csak a szél, Just The Wind)은 프랑스에서 제작된 베네덱 플리고프 감독의 2012년 드라마 영화이다. 라조스 사르가니 등이 주연으로 출연하였다.

## 출연

### 주연
- 라조스 사르가니
- 지옹지이 렌드비
- 카탈린 툴디

## 제작진
- 미술: 베네덱 플리고프
- 배역: 베네덱 플리고프